# 折叶木藓
折叶木藓（学名：Thamnobryum plicatulum）为平藓科木藓属下的一个种。